# Postmietbehälter
Ein Postmietbehälter war eine am 1. April 1955 von der Deutschen Post der DDR eingeführte Verpackung für Postsendungen aus stabilem Karton aus Vollpappe mit abnehmbarem Deckel in unterschiedlichen Größen, die in den Postämtern zum Versenden von Paketen gegen ein Pfand von 50 Pfennigen geliehen werden konnte. Das Pfand erhielt jeder zurück, der einen PMB auf dem Postamt abgab.
Zum Tag der Briefmarke 2009 gab es in Radebeul einen Sonderstempel, auf dem ein Postmietbehälter Typ C2 abgebildet war.